# 9810 Elanfiller
9810 Elanfiller è un asteroide della fascia principale. Scoperto nel 1998, presenta un'orbita caratterizzata da un semiasse maggiore pari a 2,2556950 UA e da un'eccentricità di 0,1652432, inclinata di 3,90377° rispetto all'eclittica.